# 全国警察犯罪捜査網
『全国警察犯罪捜査網』（ぜんこくけいさつはんざいそうさもう）は、日本テレビ系列で1990年から2010年まで、年2回程度放送されていたドキュメンタリー情報特番であり、いわゆる「警察24時」ものである。
初放送は『NTTアワー TIME21特別版』内で1990年12月下旬で、このときのタイトルは『緊急！警視庁生中継・大都会歳末犯罪捜査網』であった。司会はみのもんたである。
1991年には、社会情報局長賞を受賞した。

## 番組内容
基本的な内容は「警察24時」の項で書かれているものとほぼ同じだが、スタート当初は生放送で未解決凶悪事件の公開捜査を行っていた。過去に、殺人容疑で指名手配されていた被疑者を、逮捕に導いた実績がある。
この公開捜査と並行して東京都内に移動中継車や取材ヘリコプターを待機させ、番組中に発生した事件事故の現場からの中継も行っていたが、事案の詳細が発表されない段階での中継となるため内容は不十分なものとなる傾向が強かった。
そのほか、ナレーター以外に司会者を置いたり、他局が午後7時～9時に放送しているのに対し午後9時～11時と遅めに設定しているなど、他局との差別化を図っているのも特徴である。
2012年からは後継番組として『全国警察追跡24時』が放送されている。

## 番組タイトル
（一部正式番組名は不明）
- 第1回（1990年12月）：緊急！警視庁生中継・大都会歳末犯罪捜査網
- 第2回（1991年春）～不明：緊急！警視庁生中継・大都会犯罪捜査網

- 1990年12月24日　緊急！警視庁生中継大都会歳末犯罪捜査網 第1弾 放送開始
- 1991年04月03日　緊急！警視庁生中継大都会歳末犯罪捜査網 第2弾
- 1991年09月30日　緊急生中継！全国警察犯罪捜査網 第3弾
- 1991年12月23日　緊急！警視庁生中継大都会歳末犯罪捜査網 第4弾

- 1992年03月30日　全国警察犯罪捜査網 第5弾
- 1992年09月28日　全国警察犯罪捜査網 第6弾
- 1992年12月28日　全国警察犯罪捜査網 第7弾

- 1993年04月01日　全国警察犯罪捜査網 第8弾
- 1993年10月07日　全国警察犯罪捜査網 第9弾
- 1993年12月27日　"お待たせ！突撃生放送　今夜あなたは目撃者密着24時！大都会の警察犯罪捜査網" 第10弾

- 1994年03月25日　全国警察犯罪捜査網 第11弾
- 1994年09月29日　全国警察犯罪捜査網 第12弾
- 1994年12月26日　"お待たせ！突撃生放送　今夜あなたは目撃者密着24時！大都会の警察犯罪捜査網" 第13弾

- 1995年03月28日　全国警察犯罪捜査網 第14弾
- 1995年10月03日　全国警察犯罪捜査網 第15弾
- 1995年12月25日　"お待たせ！突撃生放送　今夜あなたは目撃者密着24時！大都会の警察犯罪捜査網" 第16弾

- 1996年04月02日　全国警察犯罪捜査網 第17弾
- 1996年10月01日　全国警察犯罪捜査網 第18弾
- 1996年12月**日　"お待たせ！突撃生放送　今夜あなたは目撃者密着24時！大都会の警察犯罪捜査網" 第19弾

- 1997年03月25日　全国警察犯罪捜査網 第20弾
- 1997年09月29日　今夜あなたは目撃者！緊急生中継　全国警察犯罪捜査網 第21弾
- 1997年12月22日　今夜あなたは目撃者！緊急生中継　全国警察犯罪捜査網 第22弾

- 1998年03月30日　全国警察犯罪捜査網 第23弾
- 1998年10月02日　全国警察犯罪捜査網 第24弾
- 1998年12月28日　全国警察犯罪捜査網 第25弾

- 1999年03月23日　全国警察犯罪捜査網 第26弾
- 1999年09月27日　全国警察犯罪捜査網 第27弾
- 1999年12月30日　全国警察犯罪捜査網 第28弾

- 2000年03月29日　全国警察犯罪捜査網 第29弾
- 2000年10月02日　全国警察犯罪捜査網 第30弾
- 2000年12月27日　全国警察犯罪捜査網 第31弾

- 2001年03月26日　今夜あなたは目撃者！決定的瞬間！全国警察犯罪捜査網スペシャル 第32弾
- 2001年09月18日　今夜あなたは目撃者!!全国警察犯罪捜査網 第33弾

- 2002年03月26日　今夜あなたは目撃者!!全国警察犯罪捜査網 第34弾
- 2002年09月17日　今夜あなたは目撃者!!全国警察犯罪捜査網 第35弾

- 2003年03月20日　今夜あなたは目撃者！全国警察犯罪捜査網 第36弾！
- 2003年09月16日　今夜あなたは目撃者！全国警察凶悪犯罪捜査網 第37弾！

- 2004年03月09日　全国警察犯罪捜査網！石原知事vsみのもんた 第38弾
- 2004年09月21日　全国警察犯罪捜査網!!石原知事vsみのもんた“緊急！緊急！SOS首都ノ治安再生セヨ” 第39弾

- 2005年03月15日　今夜あなたは目撃者！！密着24時！全国警察凶悪犯罪捜査網 第40弾！石原知事vsみのもんた日本ノ治安ヲ再生セヨ！
- 2005年09月26日　密着24時！全国警察凶悪犯罪捜査網 第41弾 石原知事vsみのもんた「緊急・緊急・SOS日本ノ治安再生セヨ」

- 2006年03月20日 今夜あなたは目撃者!!　全国警察犯罪捜査網 第42弾
- 2006年秋月**日 今夜あなたは目撃者！みのもんたの全国警察犯罪捜査網 第43弾

- 2007年03月19日 みのもんたの今夜あなたは目撃者！！緊急生放送!全国警察犯罪捜査網 第44弾 2007年春
- 2007年09月17日 みのもんたの今夜あなたは目撃者！！全国警察凶悪犯罪捜査網 第45弾 2007年秋

- 2008年03月24日 今夜あなたは目撃者!!全国警察凶悪犯罪捜査網 第46弾 2008年春
- 2008年12月29日 今夜あなたは目撃者!!全国警察凶悪犯罪捜査網 第47弾 2008年秋

- 2009年03月23日 今夜あなたは目撃者！みのもんたの全国警察犯罪捜査網 第48弾
- 2009年12月28日 今夜あなたは目撃者！みのもんたの全国警察犯罪捜査網 第49弾

- 2010年12月27日 今夜あなたは目撃者！みのもんたの全国警察犯罪捜査網 4時間スペシャル

## 出演者（2010年12月27日放送分）
司会
- みのもんた

ナレーター
- 槇大輔
- 羽佐間道夫

リポーター
- 矢口真里
- 南明奈

## 過去の出演者
アシスタント
- 木村優子（当時・日本テレビアナウンサー、第1回〜）

ナレーター
- 田中信夫
- 銀河万丈

## スタッフ

### 現在
- 演出 : 長谷川勉
- 構成 : 佐藤公彦、田中直人
- 編集技術 : スタジオヴェルト
- 音効 : 大谷敏夫
- デスク : 阿部川裕子
- オフライン編集 : 今坂正純
- 技術協力 : 東京藤田工業
- ディレクター : 伊東忠俊、田野裕哉、岡田友之、飯塚翔、日置義孝、田中未来、渋谷優介
- プロデューサー : 杉本光一朗、中川武文、柿田聡、杉田文彦、三井貴美也
- チーフプロデューサー : 染井将吾
- 監修 : 似鳥利行
- 取材協力 : ディレクターズ東京
- 制作協力 : いまじん
- 制作著作 : 日本テレビ

### 過去
- 演出 : 上野俊朗、橋本一彦
- 構成 : 村川克信、後藤直、田代裕、吉田豪
- TM : 村上孝一
- 美術 : 石附千秋
- スタイリスト : 御法川靖子
- 編集技術：TDKコア
- ディレクター : 朝野良一、高山陽一、岸本えり子、佐藤修一、松崎雅博、矢古宇茂、松下理、高津洋志、中原久徳、岩井俊幸、河原勝巳、石井武仁、岡田五知信
- プロデューサー : 森本規夫、村上和彦、飯田隆史、西川宏一、千葉知紀 ／ 柏井信二、畔上元博、栗田實、中村篤、本多孝成
- チーフクリエイター : 岩間玄（以前は、プロデューサー兼務）
- チーフプロデューサー : 明峯治彦、上島基幸、柏木登、高橋正弘、鈴江秀樹
- 制作協力 : テークオフ、ビッグウェイ、フォーナイン

## 関連番組
- 交通警察 真夏の大捜査線 - 同じく日本テレビで放送されている「警察24時」もの。こちらは交通警察に特化している。